# Miconia spicellata
Miconia spicellata är en tvåhjärtbladig växtart som beskrevs av Aimé Bonpland och Charles Victor Naudin. Miconia spicellata ingår i släktet Miconia och familjen Melastomataceae. Inga underarter finns listade i Catalogue of Life.